# Cyrtowithius capensis
Cyrtowithius capensis är en spindeldjursart som beskrevs av Beier 1955. Cyrtowithius capensis ingår i släktet Cyrtowithius och familjen Withiidae. Inga underarter finns listade i Catalogue of Life.